# Egegik
Egegik er en amerikansk by i Lake and Peninsula Borough i delstaten Alaska. Byen har et areal på 347 km2
og et indbyggertal på 39 (2020) indbyggere.